# Josef Chalupský

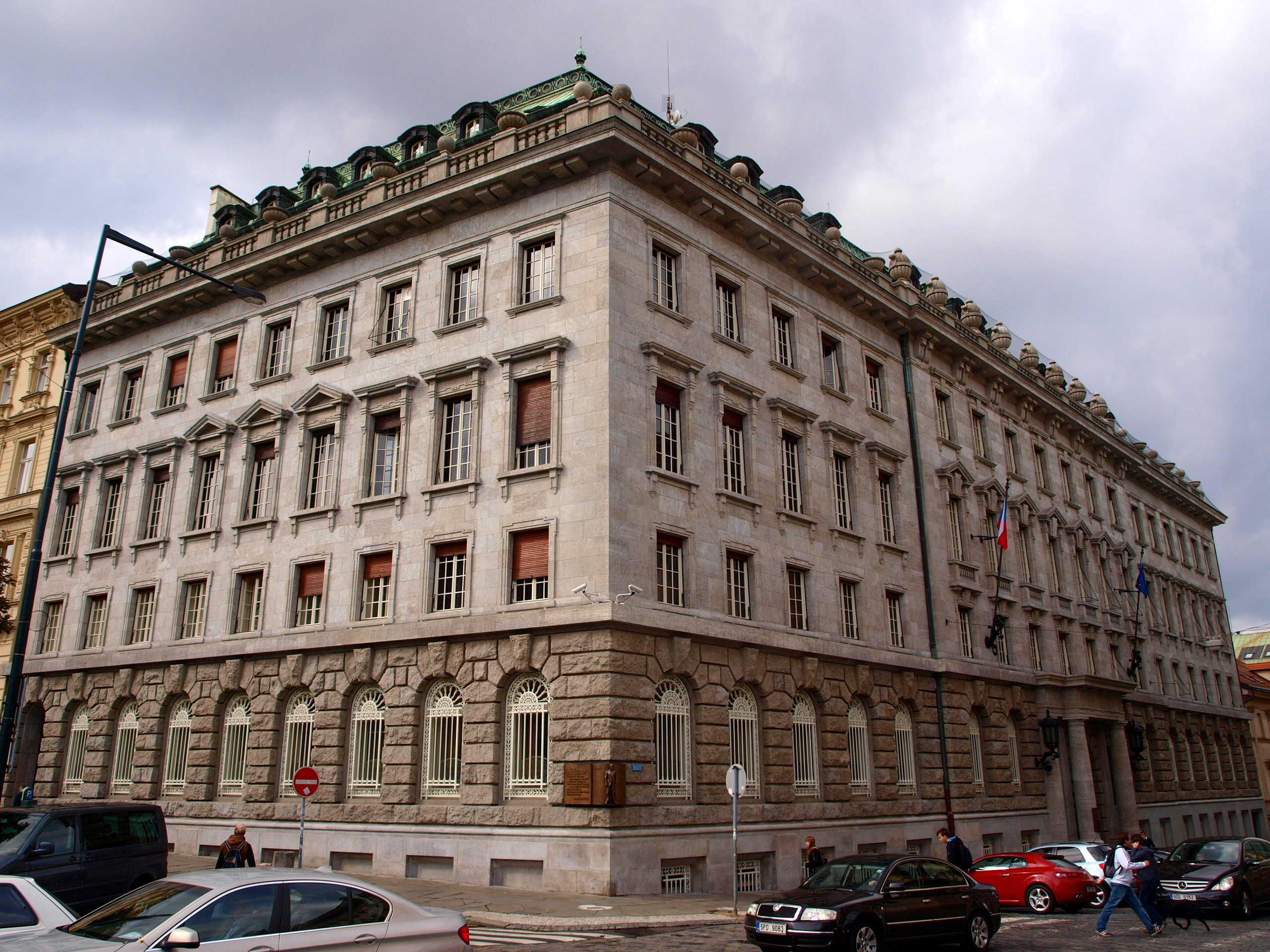
Petschkův palác neboli Petschkárna, kde sídlila hlavní úřadovna gestapa v Protektorátu Čechy a Morava

Josef Chalupský (21. července 1901, Praha – 1964) byl předválečný příslušník československé policie, za Protektorátu Čechy a Morava pracoval jako tlumočník, účastník výslechů a zatýkání v pražské centrální úřadovně gestapa. Za druhé světové války kolaboroval s Němci. Po osvobození Československa byl podroben výslechům, při nichž relativně pravdivě informoval o své práci na gestapu, ale za tuto svoji aktivitu nebyl potrestán. Následně spolupracoval se státní bezpečností (StB).

## Život
Josef Chalupský se narodil 21. července 1901 v Praze do rodiny šikovatele c. a k. mysliveckého pluku. Po skončení studií pracoval jako bankovní praktikant firmy J. G. Sell v Praze a úředník Zemského úřadu. Chalupský začínal u československé policie. V roce 1926 jej přeložili k Okresnímu úřadu v Sokolově. Od roku 1937 působil u státní policejní expozitury ve Vejprtech, později v Přísečnici na Chomutovsku. Po podepsání Mnichovské dohody a po odtržení Sudet od Československa (20. října 1938) byl Josef Chalupský přeložen do Prahy. V roce 1939 (po německé okupaci a nastolení protektorátu) si jej vyžádalo gestapo (potřebovali tlumočníka) a v jeho službách pak působil až do května 1945. Na III. oddělení pražského gestapa pracoval jako český policejní úředník, tlumočník, účastník výslechů a zatýkacích komand. Poměrně známou osobou se stal teprve až svým působením v kanceláři 615 v centrále gestapa v Petschkově paláci. Během své kariéry u gestapa přijal německé občanství.

### Aktivity u gestapa
Od léta 1939 byl, coby tajemník tajné policie, zasvěcován do případů řešených pražským gestapem. Jednalo se kupříkladu o následující aktivity:
- podílel se na akcích gestapa namířených proti Schmoranzově skupině tiskových tajemníků;[5]
- angažoval se při výsleších (v kanceláři kriminálního rady pražského gestapa Wilhelma Schultzeho je vedl komisař Oskar Fleischer a kriminální tajemník Karl Herschelmann) v kauze generála Aloise Eliáše,[5]
- účastnil se akcí proti Třem králům (podplukovníku Josefu Balabánovi, podplukovníku Josefu Mašínovi, štábnímu kapitánu Václavu Morávkovi);[5]
- osobně vyslýchal parašutistu Františka Pavelku (výsadek PERCENTAGE);[5]
- účastnil se i akce proti ukrytým parašutistům v kostele v Resslově ulici[5][3]
- pod velením komisaře Oskara Fleischera se Chalupský účastnil zatýkání jednoho z nejbližších spolupracovníků operace Anthropoid Jana Zelenky-Hajského dne 17. června 1942;[3]
- zátahu na ilegální vysílačku dislokovanou v jinonickém akcízu v noci ze 3. října 1941 na 4. října 1941 se účastnil i Chalupský;[7]
- organizátora odboje v Moravských Budějovicích a okolí Leopolda Lohniského zatklo gestapo 1. června 1942 v Praze po přestřelce s Josefem Chalupským.[7]
- Po zatčení (v sobotu 9. října 1941 kolem 02:30 nad ránem) rezidenta sovětské vojenské rozvědky GRU (na území Protektorátu Čechy a Morava) a spolupracovníka domácího odboje majora letectva RNDr. Josefa Jedličky získalo při jeho výslechu gestapo informaci o Balabánově družce Josefě Kochmannové a její dceři Haně (* 1932). Na výsleších zatčeného Jedličky se podílel i Chalupský. Komisař Oskar Fleischer nařídil Josefu Chalupskému a inspektoru Šípovi sledovat Josefu Kochmannovou i její matku Annu Slezovou, ke které měl (dle policejního šetření) chodit na obědy štábní kapitán Václav Morávek.[8] Díky pasivnímu přístupu Chalupského a Šípa nepřineslo sledování obou žen žádné konkrétní výsledky. Přesto byla Josefa Kochmannová dne 6. ledna 1942 zatčena, ale nakonec ji významně pomohl Josef Chalupský. Přesvědčil kriminálního asistenta Karl Herschelmanna (Karel Herschelmann), aby vyřadil Josefu Kochmannovou a její matku Annu Slezovou ze složky určené pro stanný soud. Nakonec byly obě ženy v polovině února 1942 propuštěny.[8]

### Po druhé světové válce
Po skončení druhé světové války svoje působení na gestapu charakterizoval jako „děvče pro všechno“ a gestapu údajně „sloužil s odporem a Čechům pomáhal“. Měl na svědomí mnoho promarněných životů, po druhé světové válce zůstal nepotrestán a působil jako agent státní bezpečnosti (Stb). Josef Chalupský zemřel v roce 1964.